# Рабах Маджер
Рабах Маджер (араб. رابح ماجر, нар. 15 грудня 1958, Алжир) — алжирський футболіст, що грав на позиції нападника. По завершенні ігрової кар'єри — футбольний тренер. Головний тренер збірної Алжиру.
Виступав, зокрема, за клуб «Порту», а також національну збірну Алжиру, яку згодом очолював як головний тренер.
Дворазовий володар Кубка Португалії. Володар Кубка чемпіонів УЄФА. Володар Суперкубка УЄФА. Володар Міжконтинентального кубка. У складі збірної — володар Кубка африканських націй.

## Клубна кар'єра
У дорослому футболі дебютував 1973 року виступами за команду клубу «Хуссейн Дей», в якій провів десять сезонів.
Згодом з 1983 по 1985 рік грав у Франції, де захищав кольори команд «Расінг» (Париж) та «Тур».
Своєю грою за останню команду привернув увагу представників тренерського штабу клубу «Порту», до складу якого приєднався 1985 року. Відіграв за клуб з Порту наступні три сезони своєї ігрової кар'єри. У складі «Порту» був одним з головних бомбардирів команди, маючи середню результативність на рівні 0,58 голу за гру першості. За цей час виборов титул володаря Кубка чемпіонів УЄФА, ставав володарем Суперкубка УЄФА, володарем Міжконтинентального кубка.
Частину 1988 року захищав кольори команди клубу «Валенсія», після чого знову повернувся до «Порту», в якому провів ще три сезони. Знову був серед найкращих голеодорів, відзначаючись забитим голом в середньому щонайменше у кожній третій грі чемпіонату.
Завершив професійну ігрову кар'єру у клубі СК «Катар», за команду якого виступав протягом 1991—1992 років.

## Виступи за збірну
У 1978 році дебютував в офіційних матчах у складі національної збірної Алжиру. Протягом кар'єри у національній команді, яка тривала 15 років, провів у формі головної команди країни 87 матчів, забивши 31 гол.
У складі збірної був учасником Кубка африканських націй 1980 року у Нігерії, де разом з командою здобув «срібло», чемпіонату світу 1982 року в Іспанії, чемпіонату світу 1986 року у Мексиці, Кубка африканських націй 1990 року в Алжирі, здобувши того року титул континентального чемпіона, а також Кубка африканських націй 1992 року у Сенегалі.

## Кар'єра тренера
Розпочав тренерську кар'єру невдовзі по завершенні кар'єри гравця, 1994 року, очоливши тренерський штаб національної збірної Алжиру.
Надалі працював у Катарі, де очолював команди клубів «Ас-Садд» та «Аль-Вакра».
У 1999 та протягом 2001—2002 років знову працював з алжирською збірною, яку зокрема очолював на розіграші Кубка африканських націй 2002 року у Малі.
Наступним місцем тренерської роботи був клуб «Ар-Райян», команду якого Рабах Маджер очолював як головний тренер 3 2005 до 2006 року.
У листопаді 2017 року учетверте став головним тренером збірної Алжиру.

## Титули і досягнення

### Командні
- Чемпіон Португалії (3):

«Порту»: 1985–86, 1987–88, 1989–90
- Володар Кубка Португалії (2):

«Порту»: 1987–88, 1990–91
- Володар Суперкубка Португалії (2):

«Порту»: 1986, 1990
- Володар Кубка європейських чемпіонів (1):

«Порту»: 1986–87
- Володар Суперкубка Європи (1):

«Порту»: 1987
- Володар Міжконтинентального кубка (1):

«Порту»: 1987
- Переможець Африканських ігор (1):

 Алжир: 1978
- Володар Кубка африканських націй (1):

 Алжир: 1990
- Срібний призер Кубка африканських націй (1):

 Алжир: 1980
- Бронзовий призер Кубка африканських націй (1):

 Алжир: 1984

### Особисті
- Африканський футболіст року: 1987